# 퍼플루오로데칼린
퍼플루오로데칼린(perfluorodecaline)는 플루오린과 탄소의 화합물로 다른 플루오린화 탄소들도 산소를 많이 용해시키지만 다른 것들보다도 더 많은 산소를 용해시키는 물질이다.